# Wyprawa na Dazzlerze
Wyprawa na Dazzlerze (ang. The Cruise of the Dazzler) – pierwsza powieść amerykańskiego pisarza Jacka Londona z 1902 (w Polsce wydana po raz pierwszy w 1931).

## Streszczenie fabuły
Joe Bronson, młody chłopak z San Francisco, zmęczony monotonią życia i surową dyscypliną ojca, postanawia uciec z domu i szukać przygód. Trafia na pokład szkunera Dazzler, dowodzonego przez brutalnego kapitana Pete’a, który okazuje się przemytnikiem i piratem. Początkowo Joe jest zafascynowany życiem na morzu, lecz szybko uświadamia sobie, że trafił w niebezpieczne środowisko. Przymuszany do ciężkiej pracy, odkrywa prawdziwą naturę załogi oraz fakt, że Dazzler zajmuje się nielegalnym handlem.
Na statku poznaje Friska, sprytnego chłopaka, który pomaga mu przetrwać i uczy go zasad panujących wśród marynarzy. W miarę upływu czasu Joe zaczyna rozumieć, że życie pirata to nie wolność, ale ciągłe zagrożenie. Gdy załoga planuje kolejną niebezpieczną misję, chłopak postanawia uciec. W dramatycznych okolicznościach, podczas sztormu i pościgu, Joe walczy o swoje życie i szansę na powrót do domu, dojrzewając do decyzji, które na zawsze zmienią jego los.

## Polskie przekłady
- Wyprawa na "Błysku": pierwsze polskie wydanie z 1931, tłum. Natalia Łosiowa[2]
- Wyprawa na Dazzlerze, 2025, tłum. Sebastian Czarnecki[3]